# Aleh Dubitski
Aleh Viktaravitj Dubitski (belarusiska: Алег Віктаравіч Дубіцкі) född 19 oktober 1990, är en belarusisk släggkastare. 
Han har ett personligt rekord med seniorslägga på 73,07 meter (satt den 4 juni 2011 i Minsk) samt med juniorslägga (6 kg) på 77,60 meter (satt 6 juni 2009 i Minsk). Vid U23-EM i tjeckiska Ostrava 2011 slutade han på en tredje plats och vann bronsmedaljen på 72,52 meter.

## Resultat
| År   | Tävling                         | Stad      | Plats | Resultat |
| ---- | ------------------------------- | --------- | ----- | -------- |
| 2007 | Världsmästerskapen för ungdomar | Ostrava   | 8     | 71,83    |
| 2008 | Världsmästerskapen för juniorer | Bydgoszcz | 3     | 75,42    |
| 2009 | Europamästerskapen för juniorer | Novi Sad  | 5     | 74,47    |
| 2011 | U23-europamästerskapen          | Ostrava   | 3     | 72,52    |